# Rosalija Samoilowna Salkind

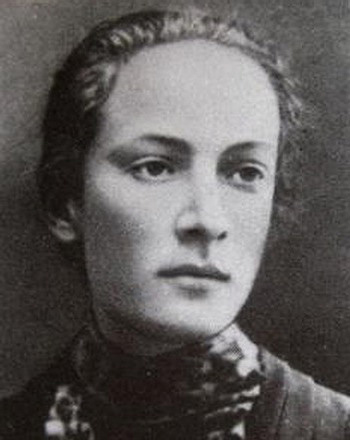
Rosalija Salkind

Rosalija Samoilowna Salkind (russisch Розалия Самойловна Залкинд; * 20. Märzjul. / 1. April 1876greg. in Mogiljow; † 21. Januar 1947 in Moskau) war eine russische kommunistische Politikerin. Bekannt war sie unter ihrem Revolutionsnamen Semljatschka (russisch Землячка).

## Leben
Salkind entstammte einer reichen jüdischen Händlerfamilie. Ihr Vater betrieb ein großes Geschäft in Kiew. Sie erinnerte sich später, dass ihr Vater mit seinen älteren Brüdern in Kiew wohnte, ihre Mutter sie erzog und sie „sehr demokratische Denkweisen lehrte“. Rosalija Salkind war das jüngste Kind der Familie. Als sie fünf Jahre alt war, erfuhr sie (wie sie später selbst erzählte) von den Diskussionen innerhalb der Familie über die mögliche Ermordung von Zar Alexander II. Ihre Wohnung wurde von der Polizei nach politischen Pamphleten durchsucht. Mit sechs Jahren zog sie nach Kiew, um dort zur Schule zu gehen. Mit 15 Jahren beendete sie die Schule.
Sie beschäftigte sich nunmehr verstärkt mit marxistischer Literatur. 1896 trat sie der RSDRP bei. 1905 nahm sie am Aufstand in Moskau teil. Von 1909 bis 1914 befand sie sich in der Emigration. Im Jahre 1917 wurde sie Sekretärin des Moskauer Komitees der Partei. 1918 übernahm sie politische Aufgaben innerhalb der Roten Armee. Im November 1920 wurde sie nach der Niederlage der Weißen Armee unter Führung von Pjotr Nikolajewitsch Wrangel bei der Landenge von Perekop zur Sekretärin des Krim-Oblasts ernannt. Zusammen mit Béla Kun organisierte sie die Bestrafungsmaßnahmen nach dem Rückzug der Weißen Armee. Nachdem ihnen Amnestie zugesichert worden war, wurden auf der Krim ungefähr 50.000 Kriegsgefangene und antibolschewistische Zivilisten auf Anordnungen von Rosalija Salkind und Béla Kun mit Lenins Zustimmung ermordet.
In den folgenden Jahren wurde sie mit höheren Verwaltungsaufgaben betraut und schließlich Mitglied im höchsten Sowjet. 1943 wurde sie von ihren Ämtern entbunden. Sie starb 1947 in Moskau. Ihre Asche wurde in der Nekropole an der Kremlmauer bestattet.

## Auszeichnungen
- Leninorden (zweifach; 1931 und 1946)
- Rotbannerorden (1921)